# Mauro Valentini
Mauro Valentini (ur. 27 lipca 1973 w Viterbo) – sanmaryński piłkarz włoskiego pochodzenia występujący na pozycji obrońcy, reprezentant San Marino w latach 1991–1999.

## Kariera klubowa
Podczas swojej kariery grał we włoskich klubach Rimini Calcio, Urbino Calcio oraz ASD Longiano Sport. Po sezonie 1998/99 zakończył grę w piłkę nożną w wieku 25 lat.

## Kariera reprezentacyjna
5 czerwca 1991 zadebiutował w reprezentacji San Marino w przegranym 0:7 meczu ze Szwajcarią w eliminacjach Mistrzostw Europy 1992. W październiku 1995 roku zdobył jedyną bramkę w drużynie narodowej w spotkaniu przeciwko Wyspom Owczym (1:3). Ogółem w latach 1991–1999 Valentini rozegrał w reprezentacji 23 mecze, zdobył jednego gola.

### Bramki w reprezentacji
| Lp. | Data                 | Miejsce                        | Przeciwnik  | Bramka | Rezultat | Ranga meczu                       |
| --- | -------------------- | ------------------------------ | ----------- | ------ | -------- | --------------------------------- |
| 1.  | 11 października 1995 | Stadion Olimpijski, Serravalle | Wyspy Owcze | 1:2    | 1:3      | Eliminacje Mistrzostw Europy 1996 |

## Życie prywatne
Urodził się w miejscowości Viterbo w regionie Lacjum we włosko-sanmaryńskiej rodzinie.